# Dresden-1
Dresden-1 byla první soukromě vlastněná jaderná elektrárna postavená v USA. Elektrárna byla postavena v Grundy County, Illinois. Výstavba reaktorového bloku byla zahájena 1. května 1956 a do provozu uvedena 4. července 1960. Elektrárna byla provozována společností Commonwealth Edison (v dnešní době patří pod Exelon Corporation).

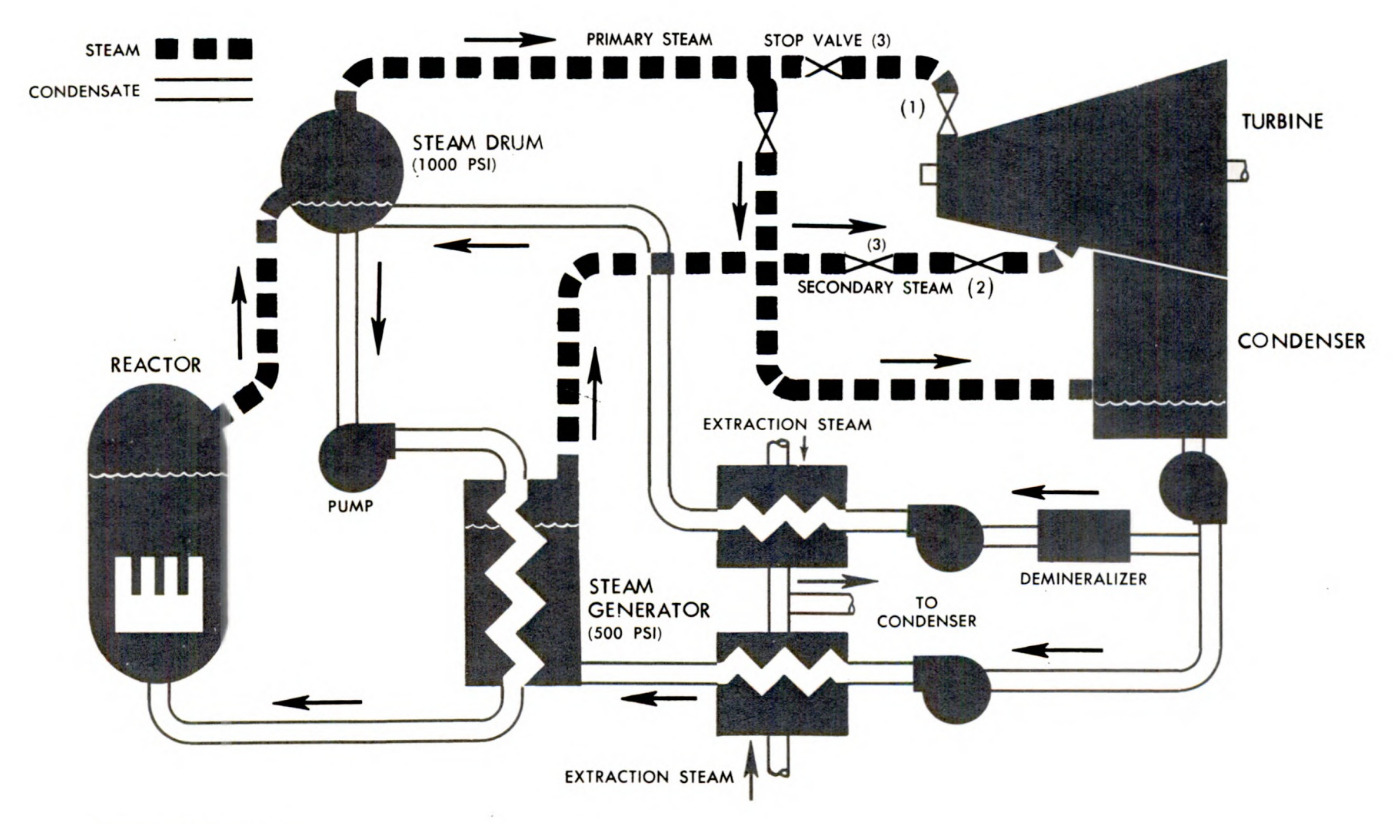
Tepelné schéma reaktoru Dresden-1

Reaktor byl trvale odstaven 31. října 1978 a momentálně je v tzv. stavu SAFSTOR (z anglického SAFe STORage), kdy se v něm nenachází žádné aktivní jaderné palivo a aktuálně je pozorován, dokud se nerozhodne o jeho vyřazení z provozu a následné demontáži.

## Typ a funkce reaktoru
Reaktor jednotky Dresden-1 byl varný reaktor navržený firmou General Electric (GE). Byl to jeden z prvních varných reaktorů typu BWR-1. Jednalo se o tzv. dvoucyklový varný reaktor. Kontejnment byl navržen kulového tvaru s průměrem 190 stop (~ 57,912 metrů) . V kontejnmentu pak byl umístěn samotný reaktor, parní buben, sekundární parogenerátory a hlavní cirkulační čerpadla.
Tento typ BWR byl kombinací přímého a nepřímého přívodu páry na turbínu. Nad nádobou reaktoru byl umístěn parní buben, který fungoval jako kolektor a separátor páry, jež byla následně hnána přímo na turbínu. V kontejnmentu byly dále umístěny parogenerátory využívající tepla z vody, která zkondenzovala v parním bubnu. Tato zkondenzovaná voda ohřívala napájecí vodu z přiváděného okruhu až do stavu syté páry. Ta byla následně hnána na druhou turbínu, která se nacházela ve vedlejší budově (tudíž mimo kontejnment) . Toto řešení se však ukázalo jako neekonomické a firma GE od dalšího vývoje reaktorů typu BWR s dvoucyklovým řešením upustila.
Reaktor tohoto typu byl navržen na tepelný výkon 626 MWt a elektrický výkon 197 MWe .

## Vyřazení z provozu
Jednotka Dresden-1 byla odstavena dne 31. října 1978. Důvodem byla nutnost provést úpravy, celkovou modernizaci zařízení a chemické vyčištění všech potrubních systémů a nádoby reaktoru. Tyto úpravy měly vyjít vstříc novým doporučením a federálním standardům NRC (Nuclear Regulatory Commision). Během prováděných úprav došlo k jaderné havárii na elektrárně Three Mile Island v květnu 1979. Důsledkem této těžké havárie došlo k dalším úpravám federálních standardů NRC a ke zpřísněním podmínek provozu jaderných elektráren. Na základě nových požadavků bylo spočteno, že investice do dalších oprav a nových bezpečnostních systémů by dosáhly 300 milionů dolarů . Proto se GE rozhodlo již dále do oprav neinvestovat a tuto jednotku uzavřít. Od roku 1984, kdy došlo k rozhodnutí o uzavření elektrárny, je reaktor ve stavu SAFTSTOR. Z reaktoru bylo vyvezeno palivo, které je momentálně skladováno v prostorách elektrárny.
Palivo i reaktor jsou nadále pozorovány a první operace dekontaminace a demontáže jsou naplánovány kolem roku 2030, kdy společně s jednotkou Dresden–1 budou vyřazeny a demontovány také jednotky Dresden-2 a Dresden-3 . Dokončení dekontaminace všech bloků je plánováno na rok 2035 a úplná demontáž pak na roky 2035 – 2036 . Po těchto datech zbude na místě pouze sklad použitého paliva, který bude monitorován, dokud nebude rozhodnuto o jeho dalším osudu.

## Jaderná elektrárna Dresden

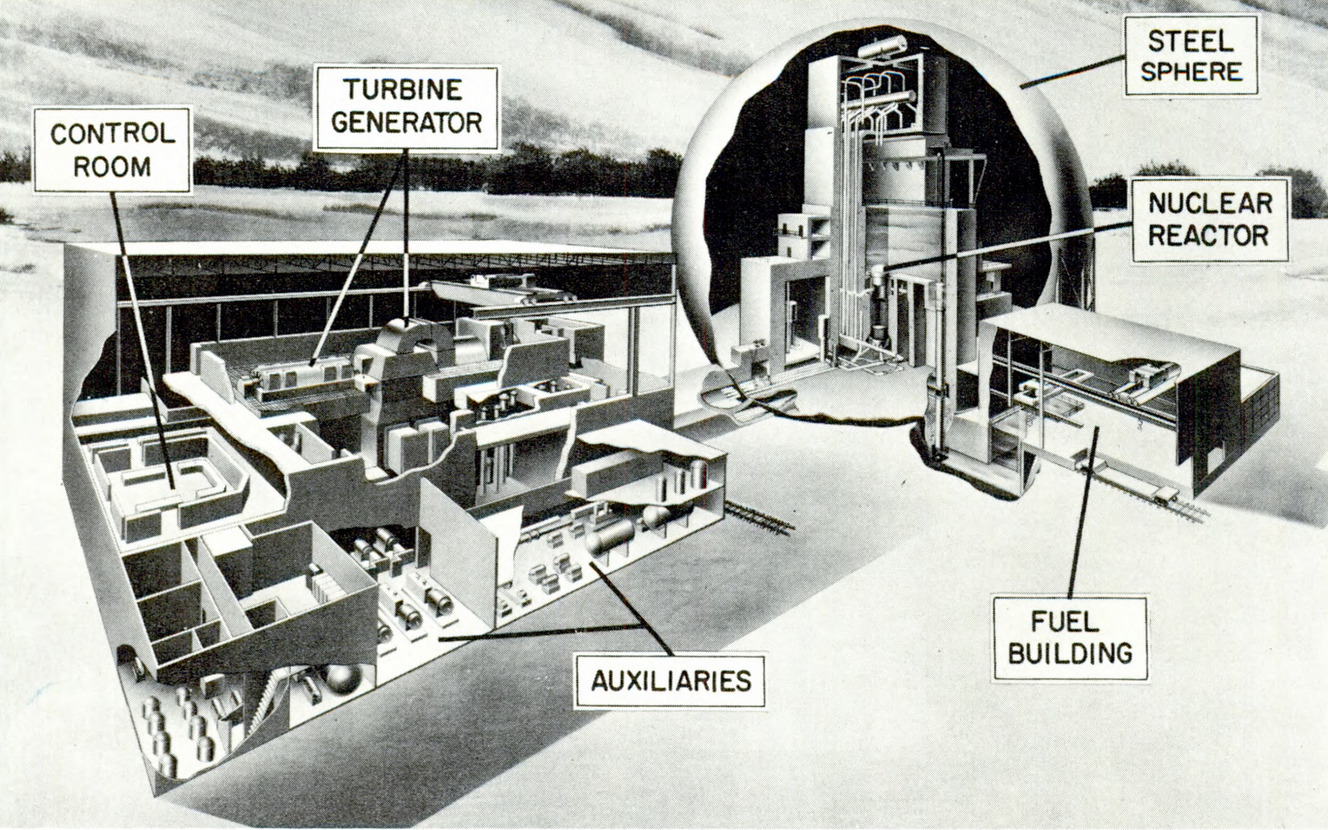
Náhled do reaktoru Dresden-1

Nachází se v Goose Lake Township, Grundy County, Illinois. Celý areál jaderné elektrárny zabírá plochu 386 ha a leží poblíž řeky Illinois. Kromě jednotky Dresden–1 provozuje jaderná elektrárna další dvě jednotky typu BWR-3 od firmy GE. Tento typ reaktoru je navržen na 2957 MWt a 800 MWe. Reaktory jsou plánovány k odstavení v roce 2021. Vlastník, společnost Exelon, rozhodla o jejich odstavení z ekonomických důvodů , ačkoliv v roce 2004 získala licenci na provoz dalších 40 let. Jaderná elektrárna Dresden slouží k dodávce elektřiny do Chicaga a do severních oblastí státu Illinois.
| Blok      | Datum zahájení výstavby | Datum spuštění bloku | Blok v provozu                    | Typ reaktoru  | Výkon   |
| --------- | ----------------------- | -------------------- | --------------------------------- | ------------- | ------- |
| Dresden-1 | 1. květen 1956          | 4. červenec 1960     | 4. červenec 1960 - 31. října 1978 | BWR-1 134-452 | 197 MWe |
| Dresden-2 | 10. leden 1966          | 9. červen 1970       | 9. červen 1970 -                  | BWR-3 251-724 | 800 MWe |
| Dresden-3 | 14. říjen 1966          | 16. listopad 1971    | 16. listopad 1971 -               | BWR-3 251-724 | 800 MWe |